# عيسى العباد
عيسى العباد (مواليد 23 أغسطس 1985) لاعب كرة قدم بحريني يلعب حاليا لصالح نادي الدرجة الأولى الحد البحريني في مركز المهاجم.

## الإنجازات
- الدرجة الأولى (1): 2016
- كأس ملك البحرين (1): 2015